# Dimitri Buchowetzki
Dimitri Buchowetzki (ryska: Дмитрий Савельевич Буховецкий: Dmitrij Saveljevitj Buchovetskij), född 1895 i Belaja Tserkov i Kejsardömet Ryssland (nu Bila Tserkva i Ukraina), död 1932 i Los Angeles USA, var en rysk-tysk regissör, manusförfattare och skådespelare.
Buchowetzki etablerade sig som storregissör på kontinenten under 1920-talet, han var mycket kosmopolitisk i sina engagemang och kom så småningom till Hollywood, där hans karriär emellertid blev föga uppseendeväckande.

## Filmografi i urval

### Regi
- 1919 - Anita Jo
- 1921 - Der Galiläer
- 1921 - Danton
- 1922 – Othello
- 1922 - Peter der Grosse
- 1923 – Karusellen
- 1931 - Stamboul
- 1931 - Die Nacht der Entscheidung

### Filmmanus
- 1921 - Der Stier von Olivera
- 1921 - Danton
- 1921 - Sappho
- 1922 – Othello
- 1923 – Karusellen
- 1925 - The Swan
- 1926 - Valencia

### Roller
- 1919 - Tovarishch Abram
- 1921 - Die Brüder Karamasoff